# Chilostoma stenomphala
Chilostoma stenomphala is een slakkensoort uit de familie van de Helicidae. De wetenschappelijke naam van de soort is voor het eerst geldig gepubliceerd in 1830 door Menke.